# Port lotniczy Balurghat
Port lotniczy Balurghat (IATA: RGH, ICAO: VEBG) – port lotniczy położony 6 km od Balurghat, w stanie Bengal Zachodni, w Indiach.